# 白虎沈没事故
白虎沈没事故（びゃっこちんぼつじこ）は2021年 (令和3年) 5月27日、来島海峡で「ULSAN PIONEER(ウルサンパイオニア）」と貨物船「白虎」が衝突し、白虎が沈没した海難事故である。来島海峡貨物船沈没事故（愛媛新聞）、今治沖貨物船沈没（愛媛朝日テレビ）、愛媛沖貨物船沈没事故（毎日新聞）、愛媛県沖 貨物船沈没事故（NHK）。

## 概要
2021年5月27日23時55分 (日本時間) ごろ、来島海峡航路西口第二号灯浮標付近で北星海運株式会社(東京都)が所有し、プリンス海運株式会社(神戸市)が運航する日本のロールオン・ロールオフ貨物船（RO-RO船）「白虎」（1万1,454総トン）と、大韓民国の興亜海運が運航するマーシャル諸島船籍のケミカルタンカー「ULSAN PIONEER(ウルサン・パイオニア、ハングル:울산파이오니어)」（2,696総トン）とが衝突した。その結果、白虎は転覆し28日2時45分ごろに沈没した。白虎の乗組員12人のうち9名が救助されたが船長、一等機関士、二等機関士の3名が行方不明となり、その後二等機関士、一等機関士の遺体が収容された。
大型船である白虎(総トン数11454トン)が衝突からわずか3時間ほどで沈没したことに加え、現場海域が国内でも有数の難所であったことなどから大きな衝撃を与えた。

## 経緯

### 本件発生に至る経緯
「白虎」は、2020年 (令和2年) 6月に竣工した船首船橋型のロールオン・ロールオフ貨物船（RO-RO船）で、事故当時は船長A、一等機関士B並び二等機関士C他9名が乗り組み、追浜港(神奈川県)・神戸港(兵庫県)・苅田港(福岡県)の3港を3日間で一巡する定期航路に就航していた。事故当日は神戸港を16時30分に出港し、瀬戸内海を西航して翌日28日5時30分に苅田港に入港する予定だった。
一方、「ULSAN PIONEER (ウルサン・パイオニア) 」は、韓国の興亜海運が所有し、船籍をマーシャル諸島に置くケミカルタンカーで、事故当時は韓国人8人(船長含む)とミャンマー人5人が乗っていた。酢酸を搭載して中華人民共和国江蘇省南京市を5月25日8時32分に出港し、28日午後に大阪港に入港する予定だった。
また事故現場となった来島海峡は瀬戸内海中部の海峡であり、潮の流れは時に10ノットに達し、鳴門海峡・関門海峡と並び、日本三大急潮に数えられる海の難所として知られていた他、2016年の海上保安庁通航船舶実態調査によると、通航隻数は1日平均429隻と船舶交通の要衝であった。来島海峡は見通しが悪い地形であるだけでなく、潮流が速いことにより時に操船不能に陥ることもある。そのため、通常の海上衝突予防法ではなく、ローカルルールである海上交通安全法が適用される。また海峡の一部では来島海峡航路が設定されている。馬島と小島の間を「西水道」、馬島と中渡島の間を「中水道」と呼び、潮の流れる方向によって通過する水道が異なる(順中逆西)。事故当時は南流であったため、白虎は西水道を航行したあと来島海峡航路の左寄りを航行しており、ウルサン・パイオニアは安芸灘東方を同じく来島海峡航路へ向けて航行していた。
ところで海上衝突予防法では船舶は原則として「右側通航」と定めており、事故の発生した来島海峡航路の出入り口付近は海上交通安全法の定める「順中逆西」による左側通航から、海上衝突予防法の右側通航へ戻るために進路が交差する危険個所であった。
衝突の結果、白虎は左舷後方に破口を生じて、衝突から20分後の28日0時15分に転覆し、さらに2時間30分後の2時45分に衝突地点から西北西に2kmの水深約60メートルの海底に沈んだ。またウルサン・パイオニアは船首及び球状船首を圧壊した上、衝撃で海底に落ちたいかりが巻き上げられず、座礁を免れた。ウルサン・パイオニアはその後も現場海域に停泊したままだったが、6月7日朝に来島海峡を離れ、大阪南港に戻った。海上保安庁は業務上過失往来危険などの疑いで、双方の航行状況を調べており、5月29日からケミカルタンカーの外国人船員を数人ずつ上陸させ、任意の事情聴取を始めた。

### 刑事裁判
2023年2月7日、松山地方裁判所は「衝突を予見することが出来たにもかかわらず、レーダーによる的確な監視を怠るなど、基本的な注意義務に違反した」 などとして、事故の際に白虎の操縦を指揮していた二等航海士Dに業務上過失致死傷罪などで禁錮1年6月、執行猶予3年の判決を言い渡した。Dは判決を不服として控訴。2024年2月15日に高松高等裁判所は一審判決を支持し禁錮1年6月、執行猶予3年とした。最高裁判所は同年7月19日までにDの上告を退ける決定をした。一、二審の有罪判決が確定する。
タンカーの船長について松山地方検察庁は不起訴としたが、松山検察審査会による不起訴不当の議決を受け、再捜査を行った。再捜査の結果、2024年3月29日に再び不起訴とし、捜査を終結した。

## 適用される航法
本件は、夜間、来島海峡航路の西口出口にあたる第二号灯浮標付近において、西航する白虎と東航するウルサン・パイオニアとが衝突したものであるが、衝突地点では特別法である港則法及び海上交通安全法が適用されないので、一般法である海上衝突予防法（以下「予防法」という。）が適用され、両船は、航行中の動力船に該当し、互いに視野の内にあり、互いに進路を横切り衝突のおそれがある態勢で接近したもので、衝突のおそれが生じた後、両船がそれぞれに衝突を避けるための動作をとる時間的、距離的余裕が十分にあったと認められることから、本件は、海上衝突予防法第十五条によって律するのが相当である。ウルサン・パイオニアから見て白虎は右舷前方にあるため、ウルサン・パイオニア側に避航義務が発生する。

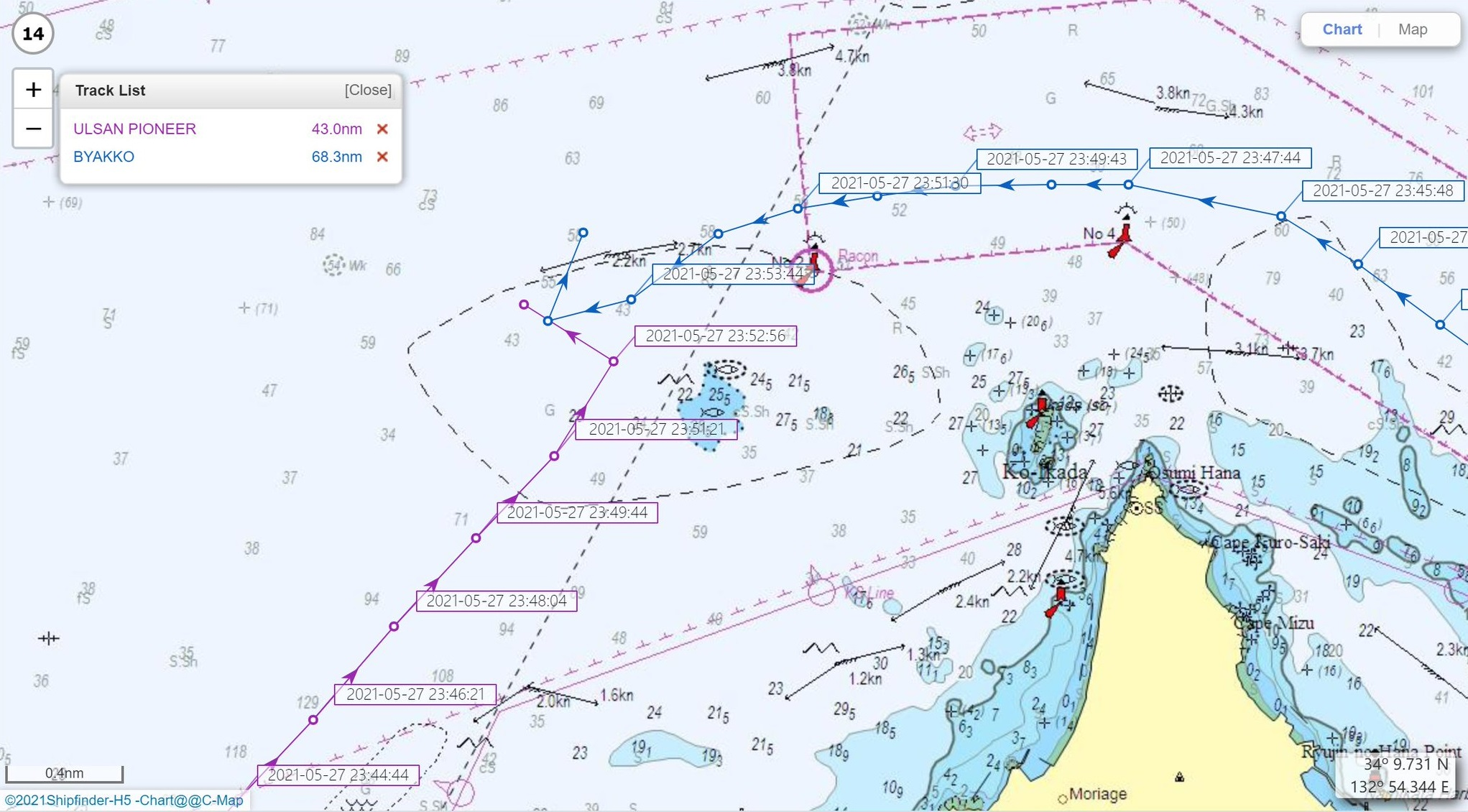
両船のAISの航跡データ。紫の「ウルサン・パイオニア」が衝突直前に大きく左転していることがわかる。

参考：海上衝突予防法第十五条　二隻の動力船が互いに進路を横切る場合において衝突するおそれがあるときは、他の動力船を右げん側に見る動力船は、当該他の動力船の進路を避けなければならない。この場合において、他の動力船の進路を避けなければならない動力船は、やむを得ない場合を除き、当該他の動力船の船首方向を横切つてはならない。

## 時系列表
2021年
- 5月27日23時55分頃 - ウルサン・パイオニアが白虎の左舷後方へ衝突。来島海峡海上交通センター（来島マーチス）から第六管区海上保安本部(広島市)へ通報[1]。
- 5月28日0時15分頃 - 白虎が転覆。
- 5月28日0時30分頃 - 駆け付けた巡視艇が白虎の乗組員5名を救助。その後、4名が近くを航行していた誠洋汽船（愛媛県今治市菊間町種）のコンテナ船「汽船たかとり」の乗組員によって救助[10]されたが、船長A、一等機関士B、二等機関士Cの3名が行方不明。
- 5月28日2時45分 - 白虎が沈没。
- 5月28日7時02分 - 第六管区海上保安部からの要請により海上自衛隊第2潜水隊群所属の潜水艦救難艦「ちよだ」が横須賀港を出港して現場海域へ向かう。[26]
- 5月28日9時44分 - 海上自衛隊第111航空隊（岩国）のMCH-101 1機が現場海域の捜索を実施。
- 5月28日11時44分 - 海上自衛隊第42掃海隊「つのしま」（阪神）及び第3掃海隊「みやじま」（呉）が海上捜索を実施。
- 5月29日日中 - 掃海艇「つのしま」及び「みやじま」、海上自衛隊第24航空隊（小松島）のSH-60J 1機により捜索活動を実施。また、海上自衛隊第3掃海隊の掃海母艦「ぶんご」及び第2潜水隊群（横須賀）の潜水艦救難艦「ちよだ」が海上保安庁による潜水捜索作業の支援を実施[27]。
- 5月30日8時45分 - 行方不明だった二等機関士Cが海上保安庁特殊救難隊により船尾操舵機室付近で発見され、その後死亡が確認された[1]。
- 6月1日8時00分 - 第六管区海上保安本部は未だ行方不明の船長A及び一等機関士Bについて生存の可能性がないと判断して船内捜索の打ち切りを決定。これにより第六管区海上保安本部による潜水捜索が終了し、以降の捜索態勢について、海上保安本部のみで対応可能となったことから、第六管区海上保安本部長（広島）から海上自衛隊呉地方総監（呉）に対して災害派遣撤収要請があり、海上自衛隊は活動を終了した[28]。
- 8月20日 - 沈没した白虎から燃料等の抜き取り作業中だったサルベージ会社の潜水士により、機関室工作室付近で遺体が発見された[29]。
- 8月24日 - 今治海上保安部の発表があり、20日に発見され21日に引き揚げられた遺体の身元が、行方不明のまま死亡とされていた一等機関士Bだと確認された[29]。

2023年
- 8月26日 - 作業船により白虎が引き揚げられ、港に曳航された[30]。
- 10月25日 - 引き揚げ作業中の白虎の船内から白骨化した遺体が発見された[8]。
- 11月20日 - 今治海上保安部が船内で見つかった遺体の身元が、行方不明のまま死亡とされていた船長であったと、DNA鑑定により確認されたと発表した[31]。

## 引用
1. 1 2 3 4 5 6 7 8 9 10 11 12  「新造RORO船「白虎」愛媛沖で沈没!」 『世界の艦船』第953集（2021年8月特大号） 海人社 P.82-83
2. 1 2 3 4  “来島海峡貨物船沈没事故1週間 海の難所、進路解析焦点に 船長ら行方不明２人の捜索続く”. 愛媛新聞ONLINE. (2021年6月3日) 2021年6月3日閲覧。
3. ↑  “今治沖貨物船沈没 22歳機関士の遺体発見【愛媛】”. eat 5ch ニュース. (2021年5月30日).  オリジナルの2021年6月5日時点におけるアーカイブ。 2021年6月5日閲覧。 {{cite news}}: |archive-date=と|archive-url=の日付が異なります。（もしかして：2021年6月6日） (説明)⚠
4. ↑  “愛媛沖貨物船沈没事故 潜水での船内の捜索を終了 今治海保”. 毎日新聞. (2021年6月1日) 2021年6月4日閲覧。
5. ↑  “愛媛県沖 貨物船沈没事故 あす運輸安全委員会が外国船の調査へ”. NHKニュース. (2021年5月29日) 2021年6月4日閲覧。
6. ↑  北星海運株式会社. “社船紹介”. 2021年6月2日閲覧。
7. ↑  プリンス海運株式会社. “船舶紹介”. 2021年6月2日閲覧。
8. 1 2  “引き揚げ中の沈没船から遺体発見　21年の今治沖衝突事故”. 愛媛新聞. (2023年10月25日) 2023年10月26日閲覧。
9. ↑  プリンス海運株式会社. “船舶紹介”. 2021年6月2日閲覧。
10. 1 2  読売新聞社. “潮の流れで航行ルート変化…特殊な海域で貨物船と外国籍タンカー衝突”. 2021年6月2日閲覧。
11. ↑  プリンス海運株式会社. “2021年5月時間配船②” (PDF). 2021年6月2日閲覧。
12. ↑  www.marinetraffic.com. “社船紹介”. 2021年6月2日閲覧。
13. ↑  日本海事新聞. “内航RORO船が沈没、外航ケミカル船と衝突。来島海峡”. 2021年6月2日閲覧。
14. ↑  朝日新聞社. “貨物船沈没、船長ら3人が不明　現場は海上交通の難所”. 2021年6月2日閲覧。
15. ↑  今治海上保安部. “うみまるの海知識Ｑ＆Ａ”. 2018年8月23日閲覧。
16. ↑  海上保安庁 (2017年). “平成28年海難の現況と対策 資料編”. 2018年9月1日閲覧。
17. ↑  坂本義人 (2002-6). “来島海峡における通航船舶の状況”. NAVIGATION (152):  4-13.
18. ↑  愛媛新聞. “来島海峡で貨物船沈没３人不明　外国ケミカル船と衝突”. 2021年6月2日閲覧。
19. ↑  朝日新聞社. “貨物船捜索、機関室にたどり着けず　機関士らいた可能性”. 2021年6月2日閲覧。
20. ↑  “船衝突事故　貨物船側の過失認め航海士に有罪判決”. NHKニュース. (2023年2月7日) 2023年2月8日閲覧。
21. ↑  “船衝突3人死亡で2等航海士に有罪判決”. 産経新聞. (2023年2月7日) 2023年2月8日閲覧。
22. ↑  “今治沖3人死亡衝突事故 貨物船航海士2審も猶予付き有罪判決”. NHK. (2024年2月15日) 2024年7月23日閲覧。
23. ↑  “今治沖 貨物船・タンカー衝突 貨物船航海士の有罪判決確定へ”. NHK. (2024年7月19日) 2024年7月23日閲覧。
24. ↑  “今治市沖の衝突事故 検審がタンカー船長の不起訴「不当」議決”. NHK. (2024年2月5日) 2024年7月23日閲覧。
25. ↑  “3人死亡船衝突再び不起訴 韓国籍船長の捜査終結”. 産経新聞. (2024年3月29日) 2024年7月23日閲覧。
26. ↑  防衛省統合幕僚監部. “愛媛県今治市来島海峡における行方不明者捜索に係る災害派遣”. 2021年6月2日閲覧。
27. ↑  防衛省統合幕僚監部. “愛媛県今治市来島海峡における行方不明者捜索に係る災害派遣(第2報)”. 2021年6月2日閲覧。
28. ↑  防衛省統合幕僚監部. “愛媛県今治市来島海峡における行方不明者捜索に係る災害派遣について”. 2021年6月2日閲覧。
29. 1 2  “沈没船から遺体発見　不明の27歳1等機関士　今治沖　／愛媛”. 毎日新聞(地方版). (2021年8月25日) 2024年1月12日閲覧。{{cite news}}:  CS1メンテナンス: 先頭の0を省略したymd形式の日付 (カテゴリ)
30. ↑  “3人死亡の沈没船、2年ぶり引き揚げ 今治市沖で外国船と衝突”. 産経新聞. (2023年8月26日) 2023年10月26日閲覧。{{cite news}}:  CS1メンテナンス: 先頭の0を省略したymd形式の日付 (カテゴリ)
31. ↑  “愛媛引き揚げ船、発見遺体は船長　２１年の今治沖事故、身元確認”. 東京新聞（共同通信配信）. (2023年11月20日) 2023年11月20日閲覧。